# آلکساندروف، شهرستان گوستینین
الکساندرا، بخش گوستینین (به لاتین: Aleksandrów, Gostynin County) یک منطقهٔ مسکونی در لهستان است که در Gmina Sanniki واقع شده‌است.